# Thepytus epytus
Thepytus epytus is een vlinder uit de familie van de Lycaenidae. De wetenschappelijke naam van de soort werd als Thecla epytus in 1887 gepubliceerd door Godman & Salvin.